# Gipskarstlandschaft Bad Sachsa und Walkenried
Die Gipskarstlandschaft Bad Sachsa und Walkenried ist ein ehemaliges Naturschutzgebiet in der niedersächsischen Stadt Bad Sachsa, der Gemeinde Walkenried und dem gemeindefreien Gebiet Harz im Landkreis Göttingen.

## Allgemeines
Das ehemalige Naturschutzgebiet mit dem Kennzeichen NSG BR 129 ist 378 Hektar groß. Es war zu einem großen Teil Bestandteil des FFH-Gebietes „Gipskarstgebiet bei Bad Sachsa“. Das ehemalige Naturschutzgebiet grenzte an die ehemaligen Naturschutzgebiete „Priorteich/Sachsenstein“, „Itelteich“ und „Juliushütte“. Das Gebiet stand seit dem 20. Dezember 2007 unter Naturschutz. Im Februar 2021 ging es im neu ausgewiesenen Naturschutzgebiet „Gipskarstgebiet bei Bad Sachsa“ auf. Zuständige untere Naturschutzbehörde war der Landkreis Göttingen.

## Beschreibung
Das aus insgesamt sieben Teilflächen bestehende, ehemalige Naturschutzgebiet liegt innerhalb des Naturparks Harz. Es erstreckt sich vom südlichen Harzvorland über den Mittelgebirgsrand bis in den südlichen Teil des Harzes im Bereich zwischen dem zu Bad Sachsa gehörenden Ortsteil Tettenborn und der thüringischen Landesgrenze bei Ellrich.
Das ehemalige Naturschutzgebiet stellte einen Ausschnitt der Gipskarstlandschaft des Südharzer Zechsteingürtels mit einer Vielzahl von Biotopkomplexen und bedeutenden Restflächen historischer Kulturlandschaften unter Schutz. Es wird großflächig von Buchenwäldern geprägt, in denen Schluchtwälder, Höhlen, Erdfälle, Felsen und andere Karststrukturen zu finden sind. Auf trockenen Standorten sind Kalktrockenrasen und Gebüsche zu finden. 
Neben den Karststrukturen sind naturnahe Fließgewässer mit gut ausgeprägtem Vorkommen von Erlen-Eschen-Auwäldern sowie Teiche und artenreiche Feuchtwiesen prägend. 
Der Karstwanderweg Südharz verläuft durch Teile des ehemaligen Naturschutzgebietes.

## Steinbrüche
Innerhalb des ehemaligen Naturschutzgebietes befinden sich mehrere ehemalige Gipssteinbrüche, so in der Teilfläche zwischen Tettenborn und Neuhof, südlich von Walkenried und südlich von Ellrich, welche naturnah und landschaftsgerecht gestaltet werden.
Im rund drei Hektar großen, aufgelassenen Steinbruch Lohof nördlich von Tettenborn wurde von Anfang der 1970er- bis Ende der 1990er-Jahre Gips abgebaut. Nach dem Ende des Gipsabbaus wurde auf eine Rekultivierung des Geländes zugunsten des Naturschutzes verzichtet. Das bewegte Relief des Steinbruchs mit Steilwänden, Abbruchkanten, Abraumhalden und Senken wurde erhalten, um wertvolle Sekundärlebensräume zu schaffen, in denen sich Felsbandgesellschaften, Trocken- und Halbtrockenrasen ansiedeln können.
Die Flächen des stillgelegten Steinbruchs wurden zunächst von Pioniervegetation besiedelt, welche später von Ruderalvegetation verdrängt wurde. Die Vegetation wie auch die Tierwelt weist eine große Artenvielfalt auf. Der ehemalige Steinbruch ist u. a. Lebensraum für zahlreiche Insekten (insbesondere verschiedene Schmetterlinge und Sandwespen), Reptilien und Vögel.
Von den westlich von Neuhof liegenden Steinbrüchen am Kranichstein, in denen seit Anfang des 20. Jahrhunderts Gips abgebaut wurde, ist nur ein Teilbereich in das ehemalige Naturschutzgebiet einbezogen. Mit dem Ziel, eine der Karstlandschaft angepasste Morphologie zu erreichen, wurden die Flächen renaturiert und teilweise ihrer natürlichen Sukzession überlassen.
Der südlich von Ellrich gelegene, ehemalige Gipssteinbruch Juliushütte ist teilweise in das ehemalige Naturschutzgebiet einbezogen. Die Bereiche, die bereits seit längerem nicht mehr genutzt wurden, sind mittlerweile überwiegend bewaldet.

## Pfaffenholz
Nordöstlich von Tettenborn liegt mit dem Pfaffenholz ein Waldgebiet, das teilweise Bestandteil des ehemaligen Naturschutzgebietes ist. Das Gebiet ist intensiv verkarstet. Innerhalb des Waldgebietes liegen mehrere sehr tiefe Erdfälle. Hier befindet sich die Schwinde eines kleinen Baches, welche als Naturdenkmal „Pfaffenholzschwinde“ ausgewiesen ist.

## Kranichteiche
In der westlich von Neuhof liegenden Teilfläche befinden sich mehrere Teiche. Diese sind Reste der ab dem 12. Jahrhundert von Mönchen des Zisterzienserklosters Walkenried angelegten Fischteiche.
Rund um den Oberen und Unteren Kranichteich befindet sich ein knapp drei Kilometer langer Lehrpfad mit Informationen zu Natur, Gips und Geschichte. Von diesem Lehrpfad zweigt ein Abstecher zum Priesterstein ab. In dem Gipsfels befindet sich die Priestersteinhöhle, die bereits 1969 als Naturdenkmal ausgewiesen wurde. Am Lehrpfad steht auch ein historischer Gipsbrennofen. Ein weiterer Abstecher zweigt von dem Lehrpfad zum Steinbruch Kranichstein ab.

## Wieda
Das Tal der Wieda ist von südlich Wieda bis zur Landesgrenze zu Thüringen Bestandteil des ehemaligen Naturschutzgebietes. Die Flussaue ist fast vollständig bewaldet. Insbesondere unterhalb von Walkenried, wo die Wieda die Südharzer Gipskarstlandschaft erreicht, führt sie nicht ständig Wasser. Hier befindet sich eine Versickerungsstrecke. Die Abflussbahnen verlaufen teilweise unterirdisch oder durch Schotterbänke.